# Tristan Nihouarn
Tristan Nihouarn (dit Stan), né le 22 septembre 1973 à Brest, est un auteur-compositeur-interprète français. Il est membre cofondateur du groupe de rock Matmatah, fondé à Brest en 1995.
Il joue de la guitare, de l'harmonica, de l'oud et de la flûte.

## Biographie
Il a fait d'abord des études de mathématiques à Brest, avant de se consacrer exclusivement à la musique.
Il crée le groupe Tricards Twins avec Cédric Floc'h puis, après sa rencontre avec Éric Digaire et Jean François Paillard dans des bars de Brest, ils fondent, à eux quatre le groupe Matmatah en 1995.
Auteur de la plupart des textes du groupe, il interprète des chansons qui ont marqué toute une génération à partir de l'album La Ouache (double disque de platine) : Lambé An Dro, Emma, L’Apologie, Au Conditionnel, La Cerise... De 1995 à 2008, date de séparation de la bande, Matmatah a sorti quatre albums studio, tous ayant été au moins disque d’or et donné plus de mille concerts, sur presque tous les continents (Europe, Inde, Australie, Hong Kong, Canada, Russie…)
Le 17 janvier 2011, Tristan Nihouarn entre en studio pour l'enregistrement de son premier album solo. Sous la houlette du fidèle Daniel Presley, réalisateur ayant déjà collaboré sur les albums de Matmatah mais aussi de Luke, Cali, Dionysos, il s'entoure de Manu Baroux à la guitare, de Ilan Abou à la basse, de Jean-François Assy aux cordes, de Mickaël Plihon et Matthieu Robert aux cuivres et de Jacky Bouillol au piano.
L'enregistrement de l’album s'achèvera en mars 2011, mais il faudra encore attendre un an pour le voir enfin débarquer dans les bacs. Sauf erreur de ma part est sorti le 26 mars 2012, avec comme premier single Meredith. Une attention toute particulière est accordée à la pochette, dessinée par l'artiste lui-même et truffée de clins d'œil aux chansons de l'album. Il utilise des instruments atypiques, comme le mellotron ou le doudouk. Le 6 juin 2012 sort le deuxième single de l'album, Des Merveilles, accompagné de son vidéo-clip. 
En 2012, il assure, en formation acoustique, la première partie de Hubert-Félix Thiéfaine (victoire du meilleur interprète masculin 2012) sur dix-neuf dates de sa tournée.
En 2012 et 2013, il compose la musique de deux films documentaires du réalisateur Thierry Robert diffusés par Thalassa : Le Piège Blanc et Babouchka, l'enfer du Pôle, deux aventures extrêmes dans l'Arctique. En 2013, il participe à l'album Tant Qu'il Restera du Rhum du groupe Bodh'aktan, sur la pièce Lambe An Dro ainsi que dans le clip tourné au Québec.
En 2014, il réalise un travail d'archives et de studio pour éditer un coffret anniversaire de Matmatah, Antaology, sorti en septembre 2015 en double CD/DVD avec un livret de soixante pages.

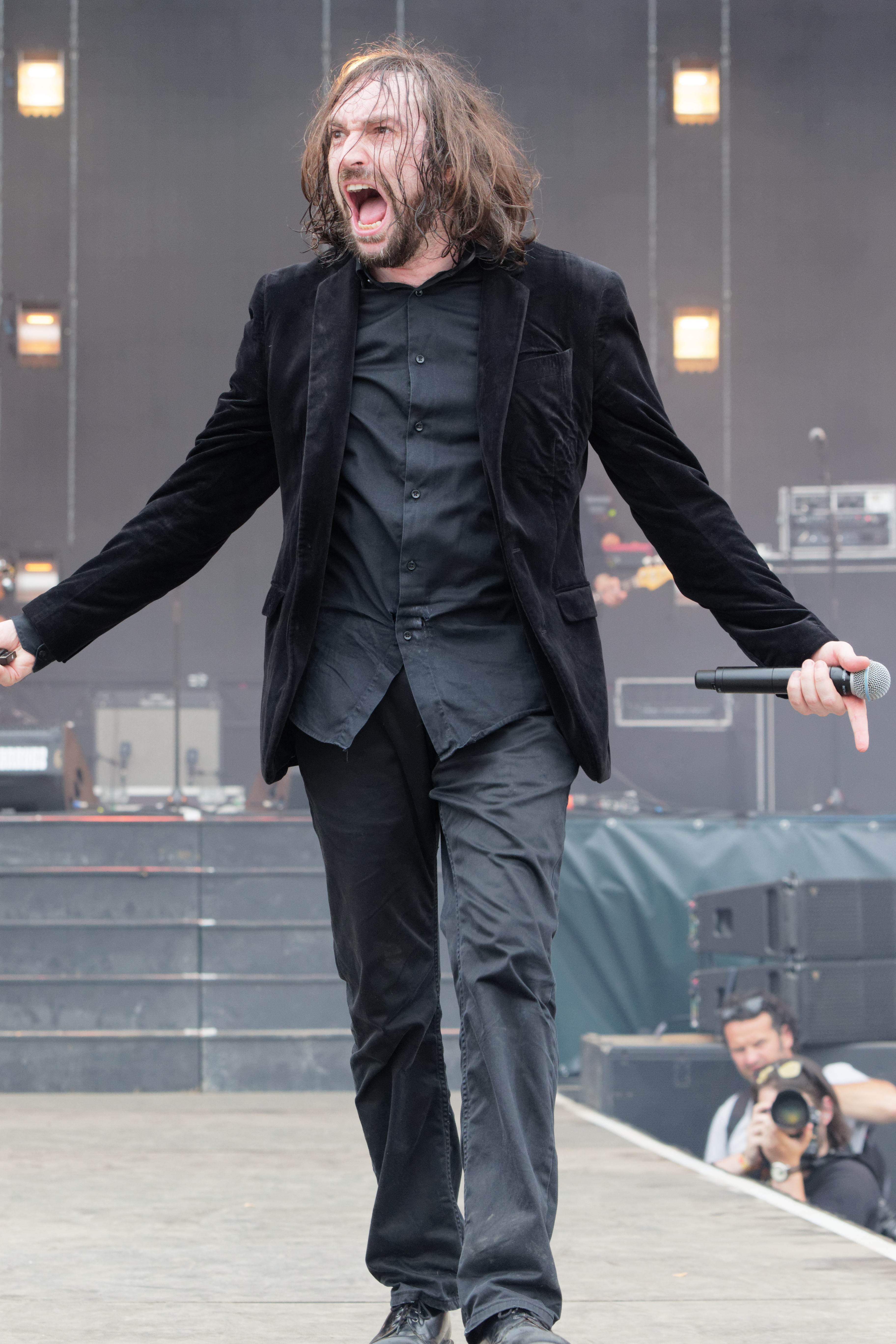
Tristan Nihouarn de retour sur la grande scène du festival des Vieilles Charrues en 2017.

Il reforme le groupe Matmatah en 2016 avec l'arrivée de deux musiciens qui l'accompagnaient dans son projet solo : Manu Baroux et Julien Carton. Après avoir sorti l'album Plates coutures, en 2017, le groupe réalise plus de quatre-vingt dates de tournée.

## Discographie

### Avec Matmatah
- Voir Matmatah